# レジスタンス国民会議 (コンゴ共和国)
レジスタンス国民会議（レジスタンスこくみんかいぎ、仏語：Conseil national de résistance）は、コンゴ共和国プール地方に拠点を置く反政府組織。略称CNR。

## 概要
牧師のントゥミ（別名フレデリック・ビツァング）が率いる反政府組織。組織の武装兵はニンジャと呼ばれる。治安部隊との交戦ほか、数少ない公共輸送機関であるコンゴ・オセアン鉄道を襲撃して運行を不能にさせるなどの活動を見せる。2003年3月、政府とレジスタンス国民会議の間で停戦調停が結ばれ、2005年5月にはニンジャの武装解除と合法政党に転換する方針が発表されたが実現には至らなかった。2008年6月には、ントゥミがニンジャ部隊の解散を発表したが武装解除は進まず、コンゴ共和国政府は2009年2月に世界銀行の資金協力を得て大規模な武器買い取り事業を始め、相当数の武器回収に成功した。